# Arctia decrescens
Arctia decrescens là một loài bướm đêm thuộc phân họ Arctiinae, họ Erebidae.